# DDR-Liga 1976/77
In 1976/77 werd het 27ste seizoen van de DDR-Liga gespeeld, de tweede klasse van de DDR. De vijf groepswinnaars speelden een eindronde waarvan de top twee promoveerde. BSG Chemie Böhlen promoveerde voor het eerst naar de DDR-Oberliga, BSG Wismut Gera keerde terug na hun laatste degradatie in 1967..

## Promotie-eindronde
| Plaats | Club                   | Wed. | W  | G  | V  | Saldo | Ptn.  |
| ------ | ---------------------- | ---- | -- | -- | -- | ----- | ----- |
| 01.    | BSG Chemie Böhlen      | 08   | 05 | 02 | 01 | 17:11 | 12:04 |
| 02.    | BSG Wismut Gera        | 08   | 03 | 04 | 01 | 14:10 | 10:06 |
| 03.    | BSG Chemie Leipzig     | 08   | 03 | 03 | 02 | 11:10 | 09:07 |
| 04.    | ASG Vorwärts Stralsund | 08   | 03 | 01 | 04 | 10:08 | 07:09 |
| 05.    | BSG Stahl Hennigsdorf  | 08   | 0- | 02 | 06 | 08:21 | 02:14 |

### Topschutters
|    | Speler          | Club              | Goals |
| -- | --------------- | ----------------- | ----- |
| 1. | Bernd Hubert    | BSG Chemie Böhlen | 5     |
| 1. | Eberhard Köditz | BSG Chemie Böhlen | 5     |
| 1. | Udo Korn        | BSG Wismut Gera   | 5     |